# سیارک ۲۴۰۴۵
سیارک ۲۴۰۴۵ (به انگلیسی: 24045 Unruh، نامگذاری:1999ST18) بیست و چهار هزار و چهل و پنجمین سیارک کشف شده‌است که در ۳۰ سپتامبر ۱۹۹۹ کشف شد.
قدر مطلق سیارک برابر ۱۰.۷ است.